# LXDE
LXDE (Lightweight X11 Desktop Environment) — свободная среда рабочего стола для UNIX и других POSIX-совместимых систем, таких как Linux или BSD.
Проект LXDE направлен на создание новой быстрой, легковесной и энергоэффективной среды рабочего стола. LXDE создана простой в использовании, достаточно лёгкой и нетребовательной к ресурсам системы. Она подходит для работы с низкопроизводительным спектром оборудования, таким как старые машины с ограниченными ресурсами и/или маленьким объёмом ОЗУ.
Каждый из компонентов может использоваться отдельно с несколькими зависимостями. LXDE использует систему роллинг-релизов для каждого компонента (или группы компонентов с общими зависимостями).
LXDE использует Openbox как оконный менеджер по умолчанию и стремится предложить быстрый и лёгкий рабочий стол, основанный на взаимно независимых компонентах.
LXDE — стандартная среда рабочего стола для Knoppix, Lubuntu (до октября 2018), LXLE и Raspbian.

## История
Проект был основан в 2006 году тайваньским программистом Хун Жэньюем (洪任諭), известным как PCMan, при публикации PCManFM — нового файлового менеджера и первого модуля LXDE.
Не удовлетворившись GTK 3, в начале 2013 Хун Жэньюй экспериментировал с Qt, и 26 марта 2013 года опубликовал первую версию PCManFM, основанную на Qt. Он отметил, что это не означает уход от GTK в LXDE, сказав, что «GTK и Qt версии будут сосуществовать». Позже он портировал LXrandr на Qt.
Версия LXQt 0.9 была выпущена в феврале 2015 и требовала Qt5 и KDE Frameworks 5 в качестве зависимостей.

## Компоненты
| PCMan File Manager | Файловый менеджер                                                                                 |
| LXInput            | Программа настройки устройств ввода                                                               |
| LXLauncher         | Запуск приложений                                                                                 |
| LXPanel            | Панель задач                                                                                      |
| LXSession          | Менеджер сессий X                                                                                 |
| LXAppearance       | переключатель тем GTK+                                                                            |
| Leafpad            | Текстовый редактор                                                                                |
| Xarchiver          | Архиватор                                                                                         |
| GPicView           | Программа для просмотра изображений                                                               |
| LXMusic            | Аудиоплеер (использующий XMMS2)                                                                   |
| LXTerminal         | Эмулятор терминала                                                                                |
| LXTask             | Диспетчер задач                                                                                   |
| LXRandR            | GUI для RandR                                                                                     |
| LXDM               | XDM                                                                                               |
| LXNM               | Легковесный менеджер сетевых соединений. Поддерживает беспроводные соединения (только для Linux). |
| Openbox            | Оконный менеджер                                                                                  |
| ObConf             | GUI для настройки Openbox                                                                         |

## Иллюстрации

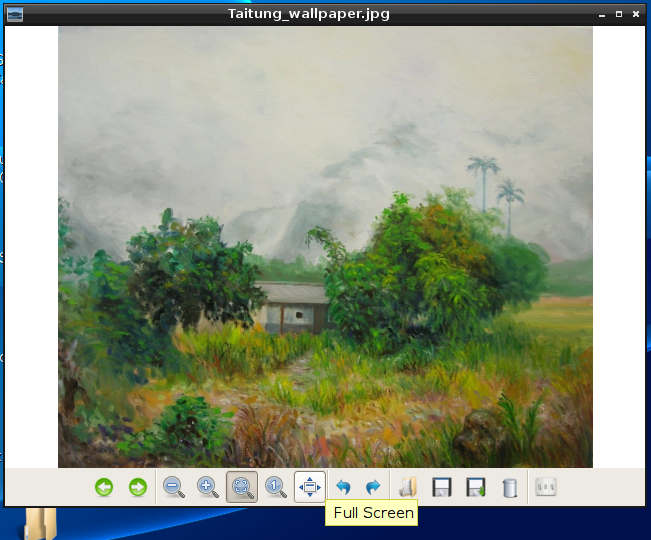
Программа просмотра изображений в LXDE
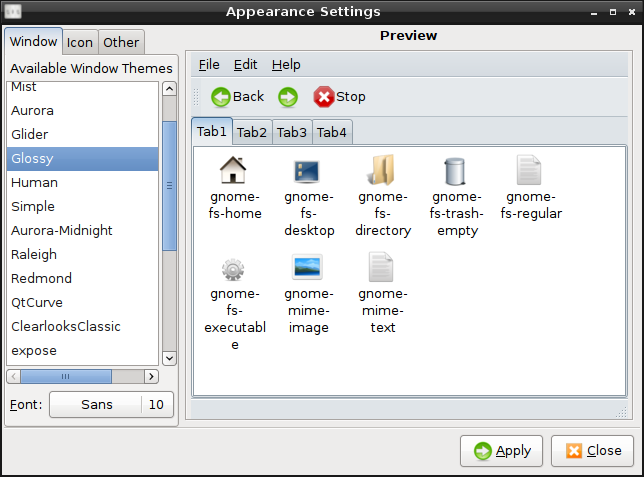
LXappearance
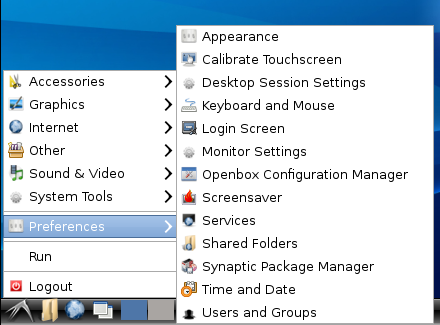
LXpanel
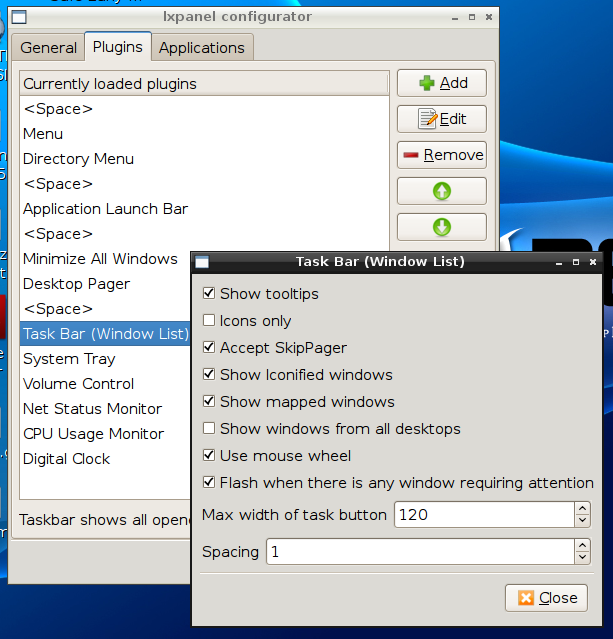
Настройки LXpanel
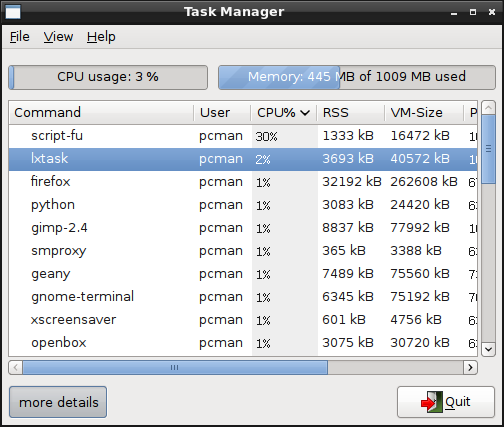
LXtask
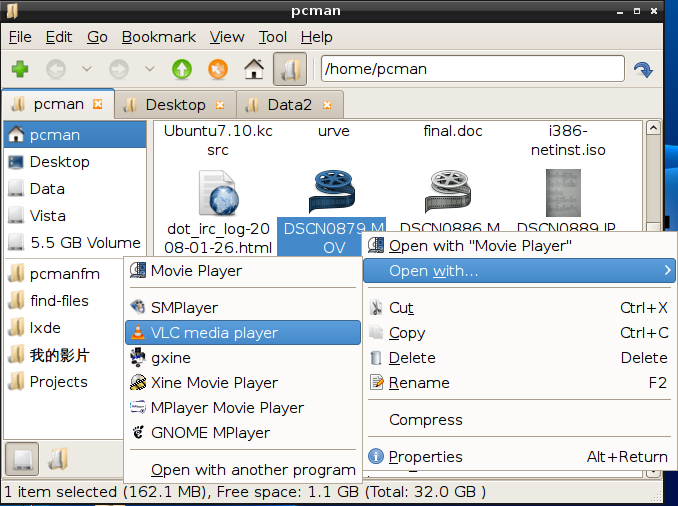
PCManFM
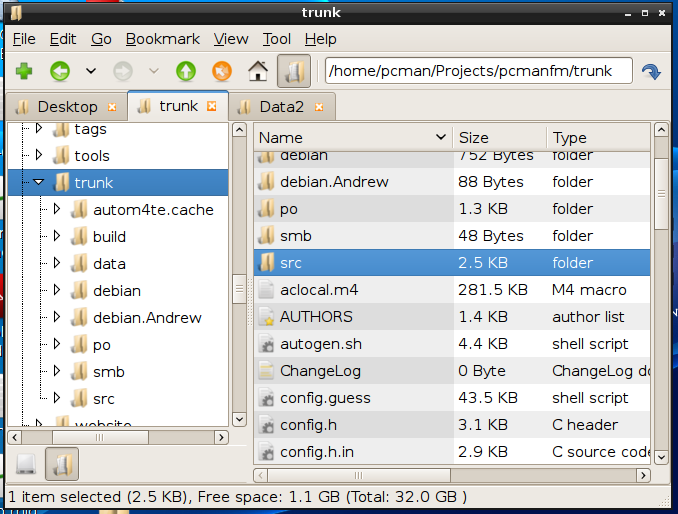
PCManFM
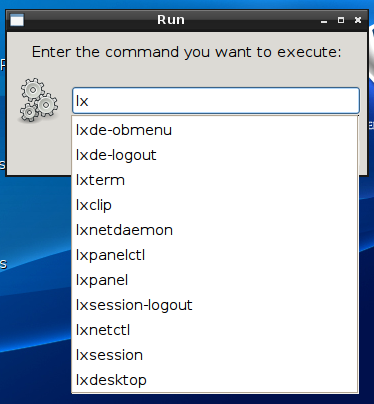
Автодополнение Panel tasks